# Сугуби венац
Сугуби венац или двоструки венац, назив је за краљевску круну којом је 1377. године крунисан босански краљ Твртко I Котроманић (1353—1391).

## Историја

### Венац у српској историји
О смислу Твртковог крунисања за краља највише говори аренга логотета Владоја из Рашке у повељи за Дубровчане из 1378. године. На Твртка се овом повељом преносе права српских владалаца према Дубровнику. Сугуби венац се овде употребљава фигуративно: он је двострук, јер одговара двема државама које су дошле под Тврткову власт — Србији и Босни. Реч је о богомдарованом венцу. Термин „венац” упућује на старије српске споменике у којима се јавља у више значења: као венац мученика, као венац победника, као царски и краљевски знак... Венац је посведочен у најстаријим српским изворима. Имао је важност и код рашких Срба крајем 12. века. Предајући власт своме сину Стефану, Немања „га венча и благослови изванредно, као што благослови Исак Јакова”. Већ од првих наследника, Стефану је приписан надимак „Првовенчани” што сведочи о великом утиску који је крунисање оставило на савременике. Изгледа да су са круном која је у Србију дошла од папе допрле и извесне западњачке представе о круни. Од Милутиновог времена има више помена „венца” у српским повељама јер у ово време пада највећи талас византизације. Венац се употребљавао као реални знак краљевске власти, а не као апстрактни симбол. Исто је важило и за документа из периода владавина Стефана Дечанског и Душана.

### Повезивање Твртка са Немањићима
Учење о двоструком венцу у Босни ослањало се на тезу да је босански бан наследник српских Немањића. Двострука круна могла му је припасни само ако је легално завладао Србијом. Он је имао разлога да се сматра сродником Немањића, иако су везе са династијом биле танке. Потреба да се ова повезаност нагласи довела је до стварања првог српског родослова. Према Ђорђу Радојчићу, састављен је у данима када је Твртко био негде у српским земљама које су дошле под његову власт, можда у Милешеви. Немањићи се у аренги повеље из 1378. године узимају као „прародитељи” Тврткови. Из тога се види да се није толико инсистирало на генеалошкој повезаности колико на немањићком светородном пореклу.
Познато је да Твртко није користио појаву обласних господара у Српском царству како би приграбио земље за себе (као његов претходник) већ је био веома пасиван, чак и у време рата Војислава Војиновића са Дубровником. Активнији је постао у борби са Николом Алтомановићем. Заједничка мржња према Алтомановићу ујединила је Твртка и Лазара и заједнички рат и „расап” Николе Алтомановића. Победа је запечатила савезништво између два владара и довела до тога да простране српске области падну под власт Твртка. Он је заузео територије од Неретве до Лима и од горњег Подриња до мора. Твртко је ове територије могао једноставно прикључити босанском језгру, као што је Стјепан II прикључио Хумску земљу. Он је, међутим, изабрао компликованији пут; да се појави као обновитељ српске монархије.
После расапа Николе Алтомановића остацима Српског царства господарили су Лазар, Вук Бранковић, Ђурађ Балшић, Радич Бранковић и бан Твртко. Као господар земаља између Неретве и Лима Твртков положај се није разликовао од положаја осталих српских обласних господара. Међутим, он је био владар још једне државе, припадао је угледној породици Котроманића и, уз то, био је далеки рођак Немањића. То му је дало за право да се појави, не као освајач већ као обновитељ монархије. Том циљу послужила је доктрина о сугубом венцу.

### Тврткова политика према српским великашима
У поменутој аренги Твртко представља себе као једног у низу српских владалаца. Преузима права која су припадала осталим владарима. Он поштује одредбе споразума између српских краљева и Дубровника. Када се бори за Котор, он подвлачи да је то град његових претходника. Када шаље војску на Косово, он сматра да тамо битку бије његова краљевина. Дубровчани су прихватили његови титулу и плаћање српског дохотка. Лазар и Вук Бранковић прихватили су Твртков чин крунисања; Балшићи нису (годинама су са њим били у рату). О односу Твртка и Лазара и Вука сведочи њихово координисано деловање. Лазару је 1379. године била потребна помоћ у рушењу Радича Бранковића. Лазар и Твртко заједнички помажу хрватске великаше против Жигмунда Луксембуршког. У по Твртку најбољем случају, Вук и Лазар прихватали су га за врховног господара. Он је дакле имао теоријску власт и над земљама којима су господарили ови обласни господари. Српско-босанска заједница се губила уколико је време протицало. На Косову су учествовале заједно војске Лазара, Вука и Твртка. Управо после ове битке открила се илузорност и нереалност Твртковог краљевства. Лазар је пао, његови наследници постали су турски вазали, Вук се нашао на Жигмундовој страни, а Тврткова освајања се окрећу ка западу. Тиме је доживела слом Тврткова концепсија српске монархије у којој је Босна само један, и то не најважнији, део. Његови наследници нису одбацили идеју о краљевству; задржали су титулу краља, али је држава постала искључиво босанска. Српске области освојене су током владавина Дабише и Јелене Грубе. После Ангорске битке, српски деспот стао је на страну Жигмунда док је босански краљ био његов огорчени противник. Идеји о Твртковој концепцији је остао највернији управо Жигмунд који 1408. године захтева да буде крунисан онако како је то био Твртко 1377. године. Он је, дакле, настојао да се крунише сугуби венцем.

### Титула
Време крунисања Твртка за краља утврдио је Михаило Динић: Митровдан, 26. новембра 1377. године. У погледу места крунисања податке је оставио Мавро Орбин: манастир Милешева где је крунисање обавио тамошњи митрополит. Ту је био гроб Светог Саве, важно место немањићког култа. У аренги повеље из 1378. године не наводи се изричито место крунисања; Твртко је изјавио „идох у српску земљу” из чега неминовно следи да се српска земља не односи на територију која је непосредно под његовом влашћу. Твртко је узео српску владарску титулу. При томе је заобишао царску титулу и определио се за краљевску. На Тврткову одлуку утицале су негативне реакције на Душаново царско крунисање и сагласност угарског краља (Твртковог врховног господара) који не би прихватио царско крунисање. Он је био краљ „Срба, Босне, Поморја и Западних страна”. Термин „Срба” преузет је из Душанове царске титуле. Додата је Босна. Поморје је, према Михаилу Динићу, обухватало не поморске земље из немањићке краљевске титуле, већ део области освојених од Византије (грчка земља или Романија). Касније је титула адаптирана. Поморје је постало Приморје, а титула је у последњим годинама Тврткове владавине проширена на „Хрватску и Далмацију”. Са српском титулатуром преузете су и византијске формуле „у Христа Бога благоверни” и „Богом постављени”, али се користи и „милостију Божијом” из босанске банске титуле. Твртко је узео и име Стефан. Име остаје саставни део титуле босанских краљева. Твртку је име Стефан постало важније од личног имена.
Твртко је увео титуле из доба немањићких владара. Изоставио је оне које су додељивали цареви (деспот, севастократор, кесар), а прихватио је оне из доба краљевства (протовестијар, логотет, ставилац).

### Реакција савременика
Тврткова титула у очима савременика: Дубровчани су прихватили Твртка као наследника српских владара и пристали су да му исплаћују светодмитарски доходак, пристали су на његову потврду ранијих повеља са српским владаоцима и, наравно, прихватили су и његову титулу. У њиховим документима је титулисан као „рекс Рашке” и „рекс Рашке и Босне”. То је трајало до Тврткове смрти. Дабиша је ословљаван само као „рекс Босне”. Венеција је била у добрим односима са Босном те је признала Тврткову титулу у облику каквом ју је сам краљ наметао. Твртко је за Млетачку био „рекс Рашке и Босне”. Немамо података о односима са Јужном Италијом са којом је Твртко тесно сарађивао. Најважнији је, међутим, став Угарске као врховног господара Босне. Постоје подаци о добрим односима између Твртка и Лајоша у моменту крунисања. Лајош је био врховни господар Босне од 1366. године. Такође он се сматрао и врховним господаром Србије која се од почетка 13. века налази у титулатури угарских краљева, али бар до појаве обласних господара није имала основа. Угарским краљевима одговарало је да као српског краља имају Твртка за савезника, уместо да им буде огорчени противник као српски цар Душан. Однос са Угарском променио се када је Твртко почео да пружа подршку угарским великашима и за свој рачун осваја Далмацију и Хрватску. Лајош је већ био мртав, а Жигмунд је Твртку оспоравао краљевску титулу (у повељи из 1389. године каже да се спрема за поход против босанског бана). Жигмунд је касније, током Дабишине владавине, био спреман да прихвати краљевску титулу и да је пренесе на себе. Крунисање за босанског краља било је у његовом политичком програму. По доласку Остоје на власт 1398. године и његовог крунисања за краља почетком 1399. године постало је јасно да су Жигмундови планови осујећени. Ладислав Напуљски признавао је босанско краљевство са формално очуваним вазалним односом. До почетка 1410. године Жигмунд је именовао херцега Хрвоја вицекраљем Босне. Угарска све мање интервенише у унутрашњим пословима Босне.

### Сугуби венац након Твртка
Изнете су две претпоставке каквом круном је крунисан Твртко 1377. године. Јиречек је сматрао да је то вероватно „стара круна Стефана Првовенчаног”. Ћоровић се томе противио и круну сматрао неким новим венцем. Михаило Динић је указао да ни за једну од претпоставки не постоје чврсти докази. Круна се не помиње током владавине Дабише, Јелене и Остоје. Почетком 15. века постојала је једна круна краљевства којој се указивало нарочито поштовање.